# 黃絲雀
黃絲雀，或稱金黃絲雀，俗稱大金黃石燕，是人们熟識的觀賞鳥之一，但因其主要產地南非限制該鳥出口，故被視為可遇而不可求的名鳥。

## 生態環境
生活在海岸及山谷的灌木叢中。

## 分佈地域
原產於非洲南部的內陸及西岸。被引進至阿森松島及聖赫勒拿島。

## 特徵
雄性外型與黃額絲雀十分相似，但體格較為強健，頭部及胸前的顏色亦較為金黄。